# Мостафа Мохамед
Мостафа Мохамед Ахмед Абдаллах (араб. مصطفى محمد أحمد عبد الله‎; 28 ноября 1997, Эль-Гиза) — египетский футболист, нападающий клуба «Нант» и национальной сборной Египта.

## Карьера

### Клубная
Мохамед начал играть за молодёжную команду «Замалек» до 2016 года. В начале сезона 2016/17 он был вызван в основную команду и был отдан в аренду в «Эль Дахлея». За клуб провёл 16 матчей в чемпионате и забил три мяча.
Следующие два сезона Мохамед играл в аренде за «Танту» и «Тала Аль Гаиш». 1 сентября 2019 года он дебютировал за «Замалек» в полуфинале Кубка Египта против «Иттихад Александрии». Мохамед отпраздновал свой первый успех в «Замалеке», выиграв с клубом Кубок Египта. В финале «Замалек» обыграл «Пирамидс» 3:0. 2 января 2020 года Мохамед забил гол на 42-й минуте игры в ворота «Асуана» в 11-м туре чемпионате Египта. 28 января 2020 года Мохамед забил гол с дальней дистанции на 15-й минуте в матче против «Вади Дегла», который закончился вничью 1:1.
1 февраля 2021 года Мохамед перешёл в турецкий «Галатасарай» подписав контракт сроком на полтора года с заявленной комиссией в размере 2 миллионов долларов с возможным правом выкупа за 4 миллиона долларов. Он стал первым египтянином, подписавшим контракт с клубом, базирующимся в Стамбуле.
2 февраля Мохамед забил гол с пенальти в своём дебютном матче, выйдя на замену на 46-й минуте в матче Суперлиги против «Истанбул Башакшехир». 6 февраля он забил единственный гол на 54-й минуте в выездной игре против «Фенербахче». 27 февраля в матче против «ББ Эрзурумспор» сделал дубль.

### Международная
Мохамед играл за молодёжные сборные Египта до 20 лет и до 23 лет. Он играл за Египет на молодёжном Кубке африканских наций 2019 года, забив первый гол команды на турнире в ворота Мали на групповом этапе. Он забил в следующих двух матчах, один гол в игре против Ганы и два гола в победном матче против Камеруна. В конечном итоге Египет выиграл свой первый титул, победив Кот-д'Ивуар в финале 2:1. Мохамед стал лучшим бомбардиром турнира с четырьмя забитыми мячами. Также он вошёл в символическую сборную турнира.
23 марта 2019 года Мохамед дебютировал за взрослую сборную Египта в квалификации Кубка африканских наций в выездной игре против Нигера.
6 сентября 2021 года Мохамед забил свой первый гол за сборную Египта в отборочном матче чемпионата мира 2022 года против Габона.

## Статистика выступлений

### Клубная статистика
| Клуб                   | Сезон            | Лига             | Лига | Лига | Кубок | Кубок | Суперкубок | Суперкубок | Континентальные | Континентальные | Прочие | Прочие | Итого | Итого |
| Клуб                   | Сезон            | Чемпионат        | Игры | Голы | Игры  | Голы  | Игры       | Голы       | Игры            | Голы            | Игры   | Голы   | Игры  | Голы  |
| ---------------------- | ---------------- | ---------------- | ---- | ---- | ----- | ----- | ---------- | ---------- | --------------- | --------------- | ------ | ------ | ----- | ----- |
| Замалек                | 2016/17          | Премьер-лига     | 0    | 0    | 0     | 0     | 0          | 0          | 2               | 0               | —      | —      | 2     | 0     |
| Замалек                | 2017/18          | Премьер-лига     | 0    | 0    | 0     | 0     | 1          | 0          | 0               | 0               | —      | —      | 1     | 0     |
| Замалек                | 2019/20          | Премьер-лига     | 29   | 11   | 2     | 0     | 1          | 0          | 11              | 9               | —      | —      | 43    | 20    |
| Замалек                | 2020/21          | Премьер-лига     | 4    | 2    | 0     | 0     | —          | —          | 0               | 0               | —      | —      | 4     | 2     |
| Замалек                | Итого            | Итого            | 33   | 13   | 2     | 0     | 2          | 0          | 13              | 9               | 0      | 0      | 50    | 22    |
| Эль Дахлея (аренда)    | 2016/17          | Премьер-лига     | 16   | 3    | 0     | 0     | —          | —          | —               | —               | —      | —      | 16    | 3     |
| Эль Дахлея (аренда)    | Итого            | Итого            | 16   | 3    | 0     | 0     | 0          | 0          | 0               | 0               | 0      | 0      | 16    | 3     |
| Танта (аренда)         | 2017/18          | Премьер-лига     | 23   | 6    | 0     | 0     | —          | —          | —               | —               | —      | —      | 23    | 6     |
| Танта (аренда)         | Итого            | Итого            | 23   | 6    | 0     | 0     | 0          | 0          | 0               | 0               | 0      | 0      | 23    | 6     |
| Тала Аль Гаиш (аренда) | 2018/19          | Премьер-лига     | 29   | 12   | 0     | 0     | —          | —          | —               | —               | —      | —      | 29    | 12    |
| Тала Аль Гаиш (аренда) | Итого            | Итого            | 29   | 12   | 0     | 0     | 0          | 0          | 0               | 0               | 0      | 0      | 29    | 12    |
| Галатасарай (аренда)   | 2020/21          | Суперлига        | 16   | 8    | 1     | 1     | —          | —          | 0               | 0               | —      | —      | 17    | 9     |
| Галатасарай (аренда)   | 2021/22          | Суперлига        | 11   | 4    | 0     | 0     | 0          | 0          | 9               | 0               | 0      | 0      | 20    | 4     |
| Галатасарай (аренда)   | Итого            | Итого            | 27   | 12   | 1     | 1     | 0          | 0          | 9               | 0               | 0      | 0      | 37    | 13    |
| Всего за карьеру       | Всего за карьеру | Всего за карьеру | 128  | 46   | 3     | 1     | 2          | 0          | 22              | 9               | 0      | 0      | 155   | 56    |

1. ↑  игры в Кубке Египта и Кубке Турции
2. ↑  игры в Суперкубке Египта
3. ↑  игры в Лиге чемпионов КАФ, Кубке Конфедерации КАФ, Суперкубке КАФ, Лиге чемпионов УЕФА и Лиге Европы УЕФА

### Выступления за сборную
| Сборная | Год   | Игры | Голы |
| ------- | ----- | ---- | ---- |
| Египет  | 2019  | 2    | 0    |
| Египет  | 2020  | 2    | 0    |
| Египет  | 2021  | 4    | 2    |
| Итого   | Итого | 8    | 2    |

## Достижения
«Замалек»
- Обладатель Кубка Египта: 2018/19
- Обладатель Суперкубка Египта: 2019/20
- Обладатель Суперкубка КАФ: 2020

 Египет (до 23 лет)
- Победитель молодёжного Кубка африканских наций: 2019

Личные
- Лучший бомбардир молодёжного Кубка африканских наций: 2019
- Лучший бомбардир Лиги чемпионов КАФ: 2019/20[18]

## Личная жизнь
10 июня 2020 года Мохамед отпраздновал свадьбу со своей женой Хаят Саламой.